# 倉敷市立南浦小学校
倉敷市立南浦小学校（くらしきしりつ なんぽしょうがっこう）は、岡山県倉敷市玉島の西南端に位置する公立小学校。かつて1955年度の時点で297人在籍していた児童数が2024年3月の時点で同月の卒業生を含めて4人となるまでに減少し、同月末をもって休校している。

## 沿革
《主要な出典：》
- 1873年（明治06年）4月 - 浅口郡黒崎村の海蔵寺に南浦小学校創立。
- 1887年（明治20年）4月 - 浅口郡第3学区尋常南浦小学校と改称。
- 1890年（明治23年）4月 - 一村一校の制度が布かれたため[4]、佐見小学校（現・倉敷市立沙美小学校）などとともに黒崎尋常小学校分校と改称。
- 1891年（明治24年）6月 - 海蔵寺の東側に校舎を新築移転。
- 1893年（明治26年） - 小学校令の実施に伴い、本村[注釈 2]・南浦・佐見の各校と尋常小学校が分離[4]。
  - 9月 - 南浦尋常小学校と改称。
- 1900年（明治33年）4月 - 黒崎高等小学校が開設される[9][注釈 3]。
- 1908年（明治41年）9月 - 現在地に校舎を新築移転[9][3]。
- 1927年（昭和02年）4月 - 各校が浅口郡黒崎村黒崎尋常高等小学校に統合され、本校は同校の西校舎となる[注釈 4]。
- 1941年（昭和16年）4月 - 国民学校令により、浅口郡黒崎村黒崎国民学校と改称。
- 1947年（昭和22年）4月 - 学制改革により、黒崎村立黒崎小学校と改称。
- 1948年（昭和23年）
  - 3月 - 黒崎小学校が閉鎖[3]。
  - 4月 - 黒崎小学校が解散して4校に分離し、本校は黒崎村立南浦小学校と改称。
- 1951年（昭和26年）1月1日 - 町制施行により黒崎町が発足。黒崎町立南浦小学校と改称。
- 1953年（昭和28年）4月1日 - 黒崎町の玉島市編入により、玉島市立南浦小学校と改称。当時の所在地の表記：岡山県玉島市黒崎町8402番地[10]。
- 1967年（昭和42年）4月1日 - 玉島市が倉敷市（旧）・児島市と合併して倉敷市が発足。倉敷市立南浦小学校と改称。
- 1972年（昭和47年）3月 - 鉄筋3階建新校舎が落成。
- 1973年（昭和48年） - 創立100周年。
- 2009年（平成21年）4月 - 倉敷市立南浦幼稚園の閉園により、同園の用地・園舎を南浦小学校に移管。
- 2015年（平成27年）11月 - 耐震化工事完了。
- 2023年（令和05年）3月25日 - 創立150周年記念式典を挙行[11][12]。
- 2024年（令和06年）
  - 3月29日 - 児童数の減少に伴い2023年度末をもって休校となるにあたり、休校セレモニーを行う[13]。
  - 4月1日 - 休校に入る[7]。前年度末における在籍児童[注釈 5]は沙美小学校に編入[5]。

## アクセス
- JR西日本山陽本線 金光駅から南へ6.4km
- 井笠バス 南浦中（なんぽなか）停留所にて下車

## 通学区域が隣接している学校
- 倉敷市立沙美小学校
- 浅口市立金光吉備小学校
- 浅口市立六条院小学校
- 浅口市立寄島学園